# Feminismo na Suécia

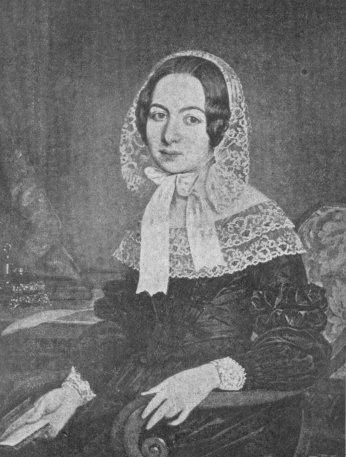
Fredrika Bremer

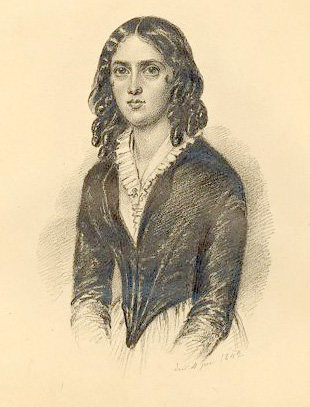
Wendela Hebbe, a primeira jornalista da Suécia (1841). Imagem de Maria Röhl (1842).

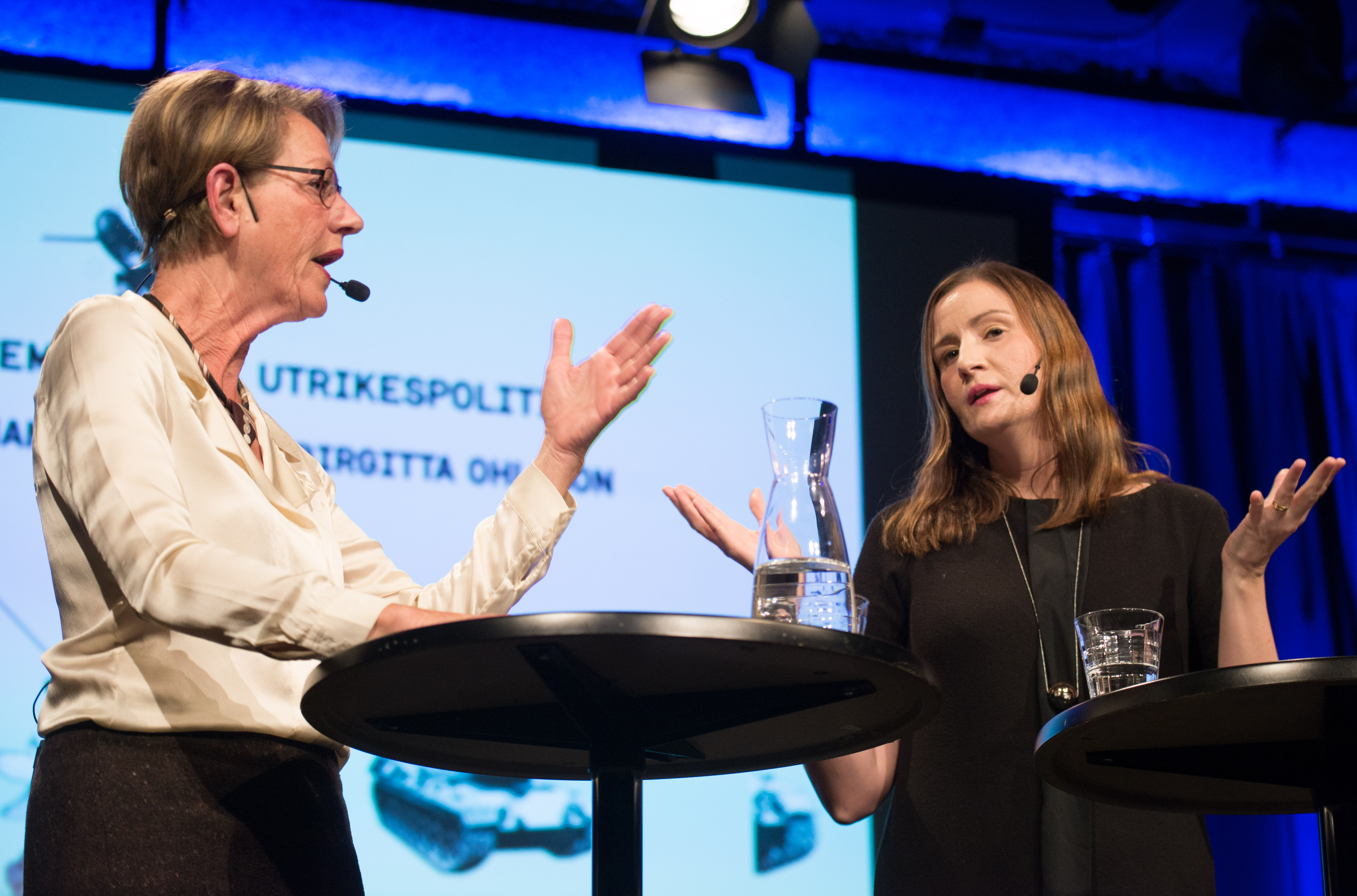
A política de esquerda Gudrun Schyman em debate com a política liberal Birgitta Ohlsson em 2015

O movimento pela emancipação da mulher na Suécia (kvinnorörelsen) ganhou pujança no séc. XIX, sob influências vindas do estrangeiro.

A escritora Fredrika Bremer é considerada a grande pioneira e impulsionadora do movimento feminista no país. 

Em 1873, surgiu a primeira organização feminista do país – a Associação pelo direito de posse para as mulheres casadas (Föreningen för gift kvinnas äganderätt) e em 1884 a Associação Fredrika Bremer (Fredrika Bremer-förbundet).
Algumas reformas importantes viram a luz do dia ainda no séc. XIX:
- Direito a heranças iguais para homens e mulheres (1845).
- Direito das mulheres não-casadas a terem maioridade jurídica (1856).
- Direito a obter exame da escola secundária (1870).

Foi todavia no séc. XX, que chegaram as reformas mais importantes:
- Direito de voto nas eleições parlamentares (1919 e 1921).
- Maioridade jurídica para mulheres casadas com mais de 21 anos (1921)
- Legalização dos meios anticoncecionais (1938)
- Mesmos direitos jurídicos e económicos para homens e mulheres.
- Tutoria dos filhos  (ca 1940)
- Direito das mulheres a serem ordenadas padres (1958)
- Aborto livre e legal (1975)

Hoje em dia há uma igualdade formal e jurídica entre homens e mulheres na Suécia, e a discriminação sexual e de género está proibida pela lei.

Apesar disso, ainda há lacunas na igualdade e paridade de géneros, nos domínios doméstico e da vida laboral.

## Figuras históricas
- Fredrika Bremer (Considerada a grande pioneira e impulsionadora do movimento feminista no país.)
- Elin Wägner (Defensora do direito de voto para as mulheres.)
- Anna Whitlock
- Ann Margret Holmgren
- Frigga Carlberg
- Selma Lagerlöf
- Ellen Key
- Frida Stéenhoff
- Karin Boye
- Kerstin Ekman
- Astrid Lindgren
- Victoria Benedictsson
- Eva Moberg
- Wendela Hebbe
- Moa Martinson (Escritora proletária)
- Sophie Adlersparre (Fundadora da Associação Fredrika Bremer.)
- Sophia Elisabeth Brenner (primeira mulher a publicar poesia)